# محمد إسعاف النشاشيبي
ولد إسعاف النشاشيبي في القدس سنة 1885، درج في بيت جليل بعلمه وثرائه وحسبه ومكانته، قيل إن جده الأكبر قدم إلى بيت المقدس في عهد الملك الظاهر بيبرس، ونسبت الأسرة إلى صناعة النشاب التي كانت تمتهنها.
أما والده السيد عثمان بن سليمان النشاشيبي فمن أبرز رجالات عصره ذكاءً وعلماً وبسطة حال، تقلب في مناصب الدولة العثمانية حتى أصبح عضواً في مجلس المبعوثان في الأستانة، ووالدته ابنة الحاج مصطفى أبو غوش الملقب بـ (ملك البر) في جبل القدس وابنة عمة أبيه عثمان.
نشأ إسعاف في بيت حصنه العلم والمال، فكانت تنعقد حلقات الدرس في بيت والده، وتضم عدداً كبيراً من أعيان العلماء المقادسة والوافدين أمثال: أسعد الإمام وراغب الخالدي ومحمد جار الله وغيرهم، وكان هؤلاء يتقارضون الشعر ويتذاكرون الأدب ومسائل الفقه، ولعل النشاشيبي ارتاد الحلقة مراراً، وسمع نوادر اللغة والأدب، ورأى الكتب النفيسة في خزائن والده وخزائن الشيوخ.
التحق إسعاف بكتاتيب القدس، وأخذ عن شيوخها وحفظ بعض القرآن الكريم، بعدها التحق بمدرسة دار الحكمة في بيروت وتتلمذ على يد كبار الأساتذة خاصة الشيخ عبد الله البستاني الذي تأثر به وطبع بطابعه اللغوي، ويتجلى ذلك في أسلوبه الأدبي. أتيح لإسعاف في بيروت وبيت المقدس أن يزامل ثلة من أعلام اللغة والأدب والفكر أمثال شكيب أرسلان وأحمد شوقي وخليل السكاكيني وحنا العيسى وعبد العزيز شاويش، كما ألم بالفرنسية إلماماً حسناً أعانه على قراءة بعض الكتب العلمية والصحف.
اشتهر النشاشيبي بكنيتين ولقبين، فهو أولاً أبو الفضل، وهي كنية بديع الزمان الهمداني، وإنما تكنى بها إسعاف لتعلقه به ونسجه على منواله في مقاماته، وهو ثانياً أبو عبيدة، ولعلها اقتداء بأبي عبيدة معمر بن المثنى اللغوي الأخباري المشهور، وإسعاف أديب العربية وخطيب فلسطين، لأنه أخذ على نفسه عهداً بالدفاع عن العربية بأسلوب حماسي يعتمد الخطبة.
عين النشاشيبي في المدرسة أو الكلية الصلاحية أستاذاً للغة العربية ـ وهي مدرسة أسسها السلطان صلاح الدين الأيوبي في القرن السادس الهجري، وجددها القائد التركي أحمد جمال باشا، وجعلها معهداً علمياً دينياً تدرس فيه العلوم الإسلامية والحديثة ولغتا التدريس فيه العربية والتركية، كذلك كانت تدرس فيه اللغات الأجنبية كالفارسية والإنجليزية والفرنسية والألمانية، والهدف من إنشاء هذه المدرسة إعداد جيل من المبشرين والدعاة لإرسالهم فيما بعد إلى مختلف أنحاء العالم الإسلامي لتحريض شعوبه على الثورة على الاستعمار الأوروبي، لكن لم يطل عمرها أكثر من سنتين ـ كما وعين إسعاف مديراً للمدرسة الرشيدية ـ التي تأسست عام 1906 في عهد السلطان عبد الحميد الثاني، وسميت بهذا الاسم نسبة إلى أحمد رشيد بك متصرف القدس، وتعتبر من أحسن المدارس الحكومية في فلسطين، وكانت أولية وفيها قسم ثانوي، ثم زاد التعليم فيها عن الثانوي إذ صارت تؤهل خريجيها الحاصلين على شهادة الثانوية العامة لدراسة الطب والهندسة بدراسة مواد خاصة تحضيرية قبل الالتحاق بالجامعات، وما لبث حيناً فيها حتى صار مفتشاً للغة العربية في فلسطين حتى عام 1929، حيث انقطع للقراءة والكتابة والرحلات إلى مصر والشام.
كان إسعاف مربياً ناجحاً في المدارس، ويركز على الحماسة في إلقاء الدروس ويرى فيه وسيلة من شأنها إنجاح العملية التربوية، «فإن أردت غرس الأخلاق والقيم العليا في نفوس التلاميذ، فعليك اختيار النصوص الجميلة من قرآن وحديث ومَثَل سائر وخطبة بليغة وشعر فصيح، ثم اقرأ لهم هذه النصوص بفهم ومتعة وشخصية قوية، اقرأ لهم كي يستشعروا حبك لها وحماستك، ثم عد إلى كل نص من هذه النصوص وعلّق على مفرداتها التعليق الذي يكشف أسرار الألفاظ ودلالاتها المعجمية الدقيقة». هذه كانت طريقة إسعاف في التعليم: اختيار النص والتعليق عليه ثم الطلب من التلاميذ حفظه، وعليه كانت القراءة وكان السماع وسيلتين من الوسائل الأساسية في تعليم النشء وتثقيفه، وهذه هي طريقة السلف الصالح في دروس العلم، إنها طريقة تقوم على دعامتين: الكتاب والأستاذ.
كان إسعاف يشترك في أكثر الحفلات التي تقام بفلسطين، خاصة تلك التي تقام لمناسبات وطنية وقومية أو أدبية واتسمت خطبه بالثورية والتحريضية التي تدعو الشعب للتحرك من أجل تحقيق الأهداف وحفظ الأوطان، كما كان واعظاً ومرشداً في المساجد. كتب إسعاف الكثير من الشعر والمقالات الأدبية نادباً ما أصاب الأمة العربية من ضعف وفرقة وتمزيق بين المستعمرين، ودعا الأمة العربية إلى وحدتها وجمع كلمتها، وإلى حمل السلاح لدفع العدوان وتحقيق الاستقلال لها، وإنقاذ فلسطين التي يخطط لها المستعمرون كي تصبح وطناً قومياً لليهود.
كان إسعاف شديد الغيرة على القرآن الكريم واللغة العربية والحضارة الإسلامية، ولعل حدة المزاج التي كان يتصف بها ناتجة مما كان يلمسه من انقباض الناس عن هذه الأركان وإقبالهم على نمط الحياة الغربية وتعلقهم بالدعوات الهدامة التي راح دعاة السوء من الغربيين وأتباعهم من المسلمين والعرب يروجونها في أسواق الشرق.
تبدو غيرته هذه في كل مصنفاته، ولاسيّما كلمته المطولة بعنوان «البطل الخالد صلاح الدين والشاعر الخالد أحمد شوقي». عاش إسعاف في زمن شهد صراعاً عنيفاً بين دعاة التجديد والمحافظين على دور القديم في اللغة والحياة، ولماّ كان إسعاف من مؤيدي القديم وكان يعي تقدم الغرب على الشرق في مضمار العلم، فقد دعا إلى الانتفاع بالجديد مع حماية للقديم ليقوم الجديد على قاعدة صلبة، كما دعا إلى التجديد في اللغة والأدب، لكن التجديد الذي يحفظ اللغة من كل ما يؤدي إلى فسادها واضمحلالها، التجديد الذي يطور وينمي ويزيد في صرح الحضارة من الجانب الأدبي واللغوي، لا التجديد الذي يقضي على اللغة العربية ويعتمد اللهجات العامية أو الذي يلغي القافية بدعوة حرية الشعر وتجديده.
وكان النشاشيبي يصر على اعتبار اللغة هي الأمة، والأمة هي اللغة وضعف الأولى ضعف الثانية، وهلاك الثانية هلاك الأولى، وما الأمة إلاّ لغتها وأدبها وخلقها، حسب ما جاء في مقالته «العربية المصرية». كان النشاشيبي عضواً نشيطاً من أعضاء المجمع العلمي العربي بدمشق، انفرد بأسلوب من البيان، وبقدر متميز من الحماسة للغة العربية. توفي ـ ـ في القاهرة عام 1948م، وقد لحده في قبره بيده الحاج أمين الحسيني.
ولا نجد خيراً من قول صديقه أحمد حسن الزيات فيه غداة وفاته: «إن النشاشيبي كان خاتم طبقة من الأدباء واللغويين المحققين، لا يستطيع الزمن الحاضر بطبيعته وثقافته أن يجود بمثله، فمن حق المحافظين على التراث الكريم، والمعتزين بالماضي العظيم، أن يطيلوا البكاء على فقده وأن يرثوا لحال العروبة والعربية من بعده».

## مؤلفاته
نذكر من المصنفات اللغوية التي تركها لنا:
- العربية المصرية، وفيه دفاع عن العربية وذكر لخصائصها، وتأكيد لدور مصر في المحافظة على العرب والعربية.
- العربية وشاعرها الأكبر شوقي، ويدور حول شوقي في خدمة الأدب ولغته، ويعكس تحمس المؤلف وغيرته على اللسان العربي.
- اللغة العربية والأستاذ الريحاني، وهو مقالة رد فيه على الأستاذ الريحاني الذي انتقد خطبته في الدفاع عن العربية، واتهمه بتكلف الغريب والوحشي.
- العربية في المدرسة، وهي خطبة كان إسعاف قد ألقاها عندما كان يعمل مفتشاً في معارف فلسطين، حيث ركز فيها على العروة الوثقى بين القرآن واللغة.
- حماسة النشاشيبي، وهي نصوص مختارة قرآنية وأدبية، جزلة الألفاظ سامية المعاني، تنم عن سعة اطلاع واهتمام بمصادر اللغة.
- كلمة في اللغة العربية، تعد أوضح مصنفات النشاشيبي دلالة على اهتمامه باللغة، وتبياناً لجهوده وفكره في مجالها.
- الضفة الشرقية (الأردن).
- البستان وهو كتاب مدرسي لُغَوي.
- الإسلام الصحيح، أبحاث إسلامية دعا فيها إلى تصفية الإسلام من البدع.
- نقل الأديب، مختارات من عيون الأدب العربي وطرائفه.
- أمثال أبي تمام.
- قلب عربي وعقل أوروبي.
- التفاؤل والأثرية في كلام أبي العلاء المعري.
- مقام إبراهيم، وهي كلمة تأبين للبطل إبراهيم هنانو (شهيد الثورة السورية ضد الفرنسيين).
- البطل الخالد صلاح الدين والشاعر الخالد أحمد شوقي.
- بيروت والغلاييني.
- لا تلموا العربية .
- الأردن نهر العطاء.